# 케이트 베킨세일
케이트 베킨세일(Kate Beckinsale, 1973년 7월 26일 ~ )은 잉글랜드의 배우이다. 텔레비전에서 작은 역할을 맡은 후에, 옥스퍼드 대학교 재학생 시절에 헛소동 (1993)으로 영화 데뷔를 했다. 프린스 오브 주틀랜드 (1994), 춥지만 편한 농장 (1995), 엠마 (1996), 러브 템테이션 (2000) 같은 영국의 시대극들에 출연했고 뿐만 아니라 연극 무대와 라디오 제작 프로그램들에도 출연했다. 1990년대 말부터는 미국에서 영화 작품을 찾기 시작했고, 작은 규모의 드라마 영화들인 디스코의 마지막 날 (1998)과 《브로크다운 팰리스》에 출연한 뒤, 전쟁 드라마 영화 《진주만》 (2001), 로맨틱 코미디 영화 세렌디피티 (2001), 팁토즈 (2003) 등에서 주연으로 출연했다.

## 출연 작품

### 영화
- 2001년 《진주만》 ... 해군 간호장교 에블린 중위
- 2001년 《세렌디피티》 ... 세라 토머스
- 2003년 《언더월드》 ... 셀렌
- 2004년 《반헬싱》 ... 안나 발레리우스
- 2016년 《레이디 수잔》 ... 레이디 수잔
- 2017년 《언더월드: 블러드 워》 ... 셀렌
- 2021년 《졸트》 ... 린디
- 2024년 《카나리 블랙》 ... 에이버리 그레이브스